# Монастырь миссионеров (Лысково)
Монастырь миссионеров — монастырский комплекс в агрогородке Лысково Пружанского района Брестской области, возведённый в XVIII веке. В состав комплекса входят Троицкий костёл и жилой корпус. Монастырь миссионеров является памятником архитектуры позднего барокко, внесён в Государственный список историко-культурных ценностей Республики Беларусь.

## История
Каменный барочный костёл и жилой корпус были построены во второй половине XVIII века монахами-миссионерами.
Кроме жилых помещений, на первом этаже жилого корпуса размещались кузница и трапезная. Сейчас в отреставрированном здании действует врачебная амбулатория.

## Архитектура
Жилой корпус представляет собой двухэтажное П-образное здание. Главный, восточный, фасад повёрнут в сторону костёла.
Стены опоясаны по периметру пилястрами. Боковые части фасада поделены карнизными тягами на два яруса. Пилястры нижнего яруса облицованы рустом.
Окна первого этажа находятся в арочных нишах, второго — окаймлены простыми наличниками.
Своды коридора цилиндрические c распалубкой, помещений — крестообразные.